# Synagoge (Baja)

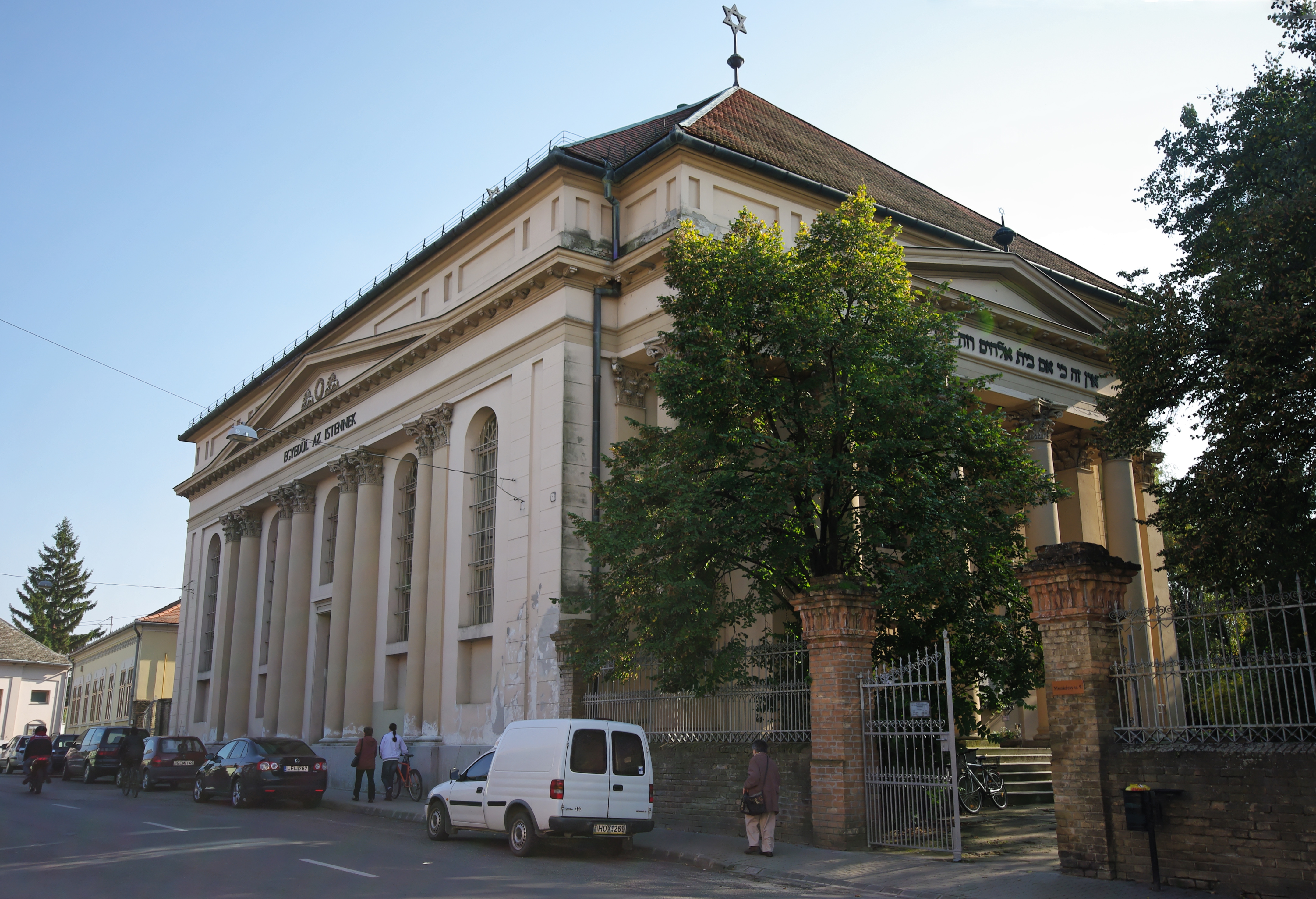
Synagoge in Baja

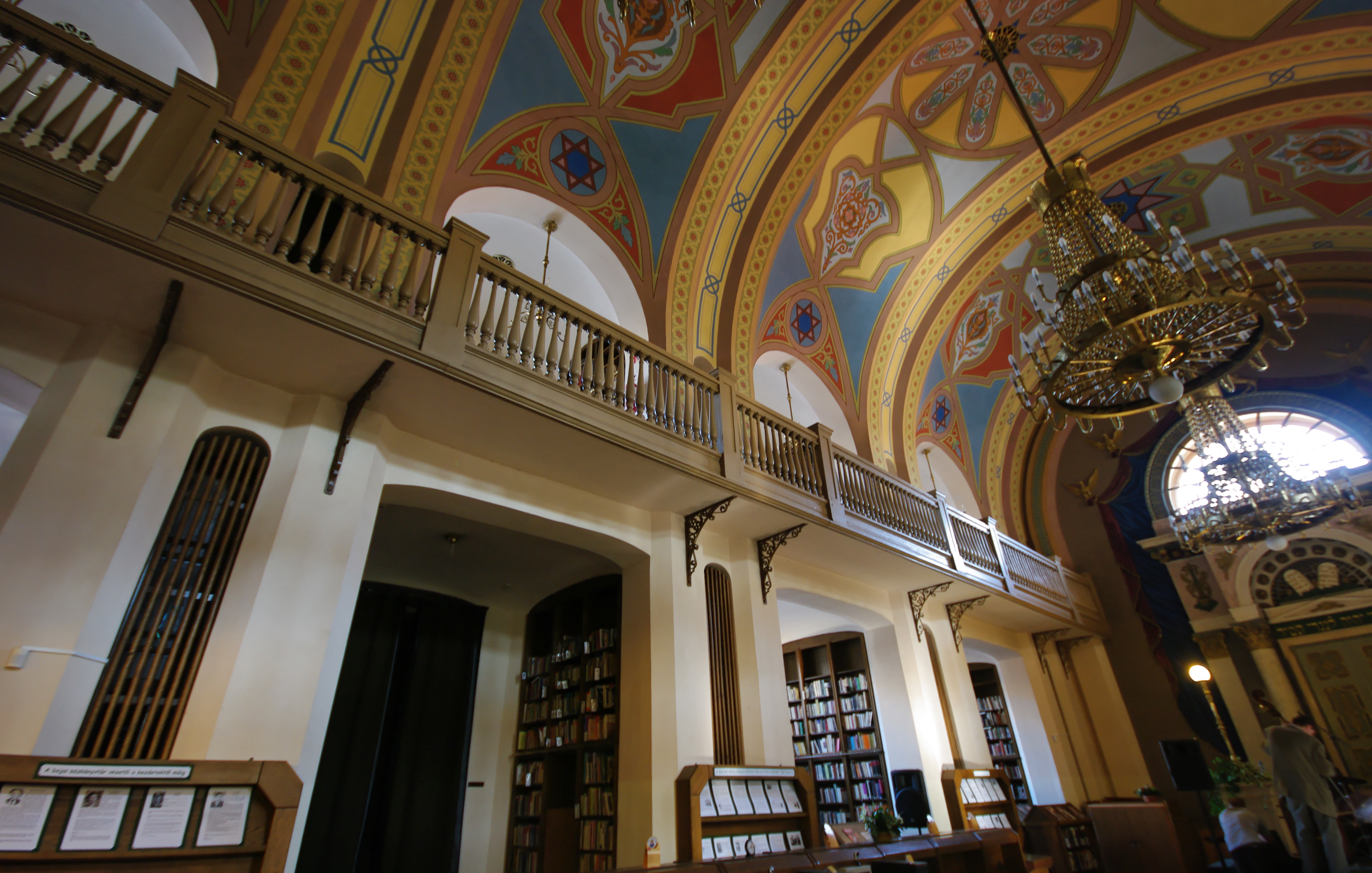
Innenansicht

Die Synagoge in Baja, einer südungarischen Stadt im Komitat Bács-Kiskun, wurde von 1842 bis 1845 errichtet. Die profanierte Synagoge im Stil des Spätklassizismus ist ein geschütztes Kulturdenkmal. 
Der Bau mit der Adresse Munkácsy Mihály utca 7–9 wurde nach Plänen des Architekten Frey Lajos errichtet. Die Hauptfassade besitzt eine doppelte Säulenreihe. Seit 1985 befindet sich die Stadtbibliothek in der ehemaligen Synagoge. Beim Umbau wurde versucht, den Charakter des ursprünglichen Sakralbaus zu erhalten. 